# Dinarthrum nuristanicum
Dinarthrum nuristanicum är en nattsländeart som beskrevs av Schmid 1963. Dinarthrum nuristanicum ingår i släktet Dinarthrum och familjen kantrörsnattsländor. Inga underarter finns listade i Catalogue of Life.